# Azúcar Moreno
Azúcar Moreno é um dueto musical espanhol formado pelas irmãs ciganas Encarna (10 de janeiro de 1961) e Antonia Salazar (14 de março de 1963), mais conhecida como Toñi, ambas nascidas em Badajoz, e descendentes de uma família de músicos.
Em 1984, gravaram o primeiro disco, "Con la miel en los labios", e em 1986, o segundo, "Estimúlame".
Em novembro de 2007 anunciam a retirada temporária da música, enquanto Encarna Salazar se submete a tratamento de quimioterapia, devido a um câncer. Em setembro de 2008, anunciou-se que Encarna realizou uma recuperação completa, e recebeu uma nota de saúde plena, mas também que não havia planos imediatos para as duas irmãs continuarem suas carreiras musicais como uma dupla, devido a diferenças pessoais.
Em outubro de 2013, a dupla reuniu-se no programa de TV Tu Cara Me Suena. No show, seus irmãos, Los Chunguitos, estavam participando dessa temporada (Antonia, de Azucar Moreno, havia participado da primeira temporada do show, em 2011) e Antonia e Encarna foram convidadas como juízas, para ver Los Chunguitos cantando "Bandido". Antonia apareceu primeiro, e então Encarna apareceu como uma surpresa, dentro de uma enorme caixa. Ambas as irmãs tiveram uma reunião encantadora, onde se abraçaram e anunciaram o retorno de Azucar Moreno para 2014, e que ambas corrigiram suas diferenças.
No início de 2014, eles anunciaram uma turnê pela Espanha para 2014, juntamente com um novo álbum para o mesmo ano.

## Discografia e Eventos
- 1984 — Con la miel en los labios (álbum)
- 1986 — Estimúlame (álbum)
- 1988 — Carne de melocotón
- 1990 — representaram a Espanha no Festival de Eurovisión em Zagreb (antiga Iugoslávia), ocupando a 5ª posição com a canção "Bandido catapultó"

## Canções de maior sucesso
- Solo se vive una vez (no Brasil, regravada pela Banana Split)
- Amén
- Mambo
- Devórame otra vez (regravada pela Lucero)